# Cocytius lucifer
Cocytius lucifer, popularmente conhecida como mariposa-esfinge, é uma espécie de artrópode lepidóptero, mais especificamente de mariposa, pertencente à família dos esfingídeos (Sphingidae).

## Taxonomia e sistemática
Cocytius lucifer foi originalmente descrita por Lionel Walter Rothschild e Karl Jordan em 1903 sob o nome Amphonyx lucifer. Sua localidade-tipo é Xalapa, em Veracruz, no México. Foi transferida ao gênero Cocytius por William Kirby em 1892, mas reintegrada ao gênero Amphonyx por Eitschberger em 2006. Voltou a ser reincluída em Cocytius por Kitching e Rougerie et al. em 2018, mas recolocada em Amphonyx por Haxaire & Mielke em 2020.

## Descrição
Cocytius lucifer tem envergadura de 14 a 16 centímetros. A face superior do tórax apresenta manchas pretas proeminentes contrastando com a coloração de fundo verde-acinzentada. As marcas da face superior, a margem da asa posterior e a face inferior das asas são frequentemente tingidas de marrom-nogueira, em maior ou menor grau. A face superior do abdômen exibe uma linha mesial geralmente proeminente, embora por vezes tênue ou amplamente interrompida. Os foretarsos de ambos os sexos possuem um pente de espinhos nos segmentos dois a cinco. A foretíbia é um pouco mais longa que o primeiro segmento foretarsal, o qual, por sua vez, possui aproximadamente o dobro do comprimento do segundo segmento. A tíbia média é ligeiramente mais curta que o primeiro segmento mediotarsal, enquanto a tíbia posterior é de 2,5 a 3 mm mais curta que o primeiro segmento posterotarsal. A face superior da asa anterior apresenta estrias escuras bem marcadas, ainda que frequentemente estreitas, situadas após as nervuras M3 e CuA1.
A genitália masculina apresenta o unco prismático e comprimido, carenado ventralmente, ligeiramente convexo na face dorsal, com dilatação arredondada na extremidade distal; o ápice é levemente curvado ventralmente e dotado de três dentes curtos e largos, sendo o mediano o mais curto. A superfície ventral exibe cerdas longas formando uma "barba" subapical. O gnato é plano, levemente convexo ventralmente, com formato semelhante ao de uma sola. A valva é menor que a de Cocytius duponchel, apresentando uma mancha de cerdas muito longas na região dorsal à base da harpa. A harpa possui um processo longo, curvo, algo em forma de concha, com margens distalmente bem denteadas tanto ventral quanto dorsalmente; sua face dorsal é densamente recoberta por cerdas. O falo possui dois pequenos dentes subapicais, sendo o superior quase imperceptível. Na genitália feminina, o esternigma é menos largo que o de Cocytius duponchel. O bursa do óstio é subapical, com borda elevada, mas sem armadura.

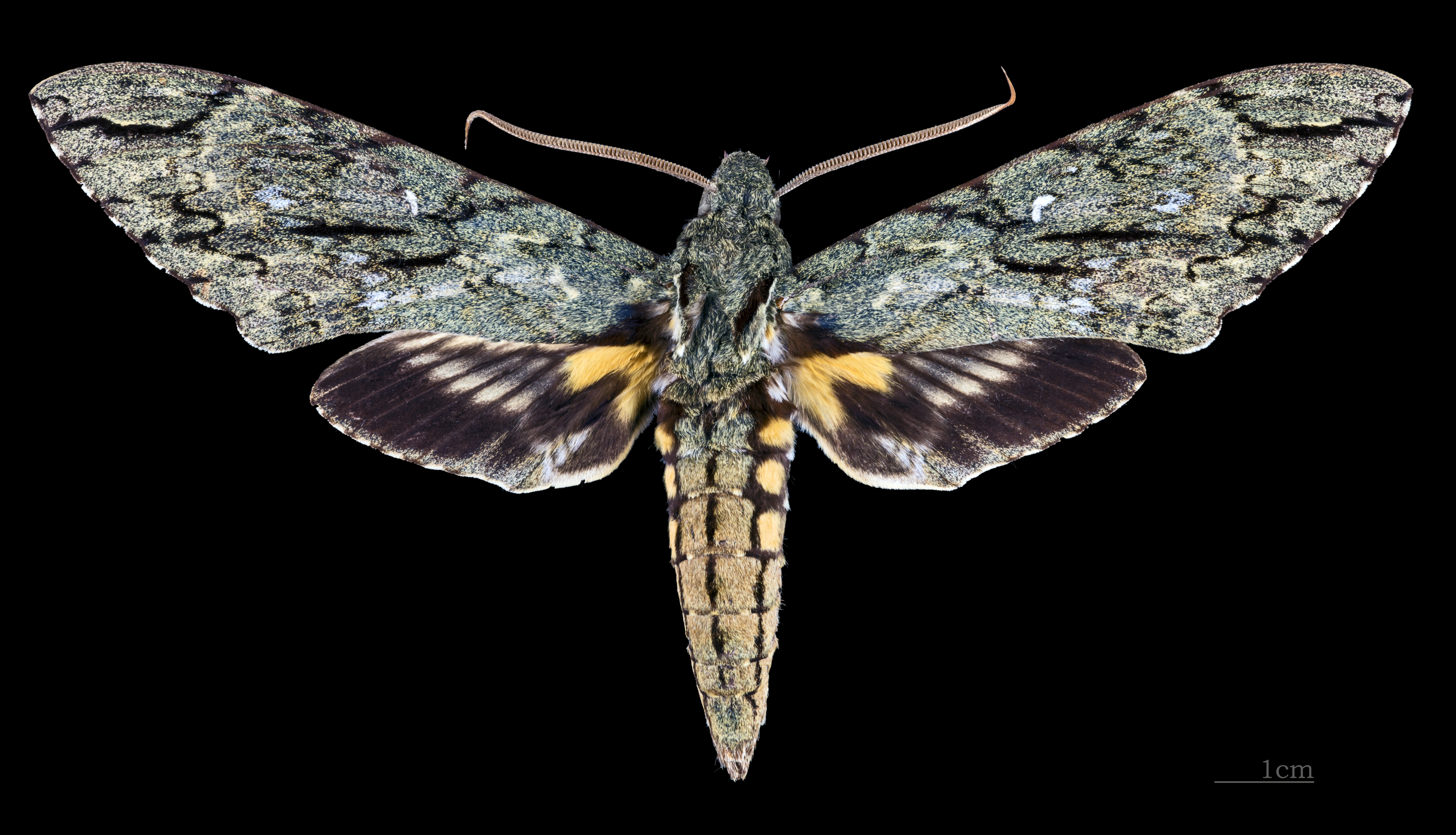
Macho, lado dorsal
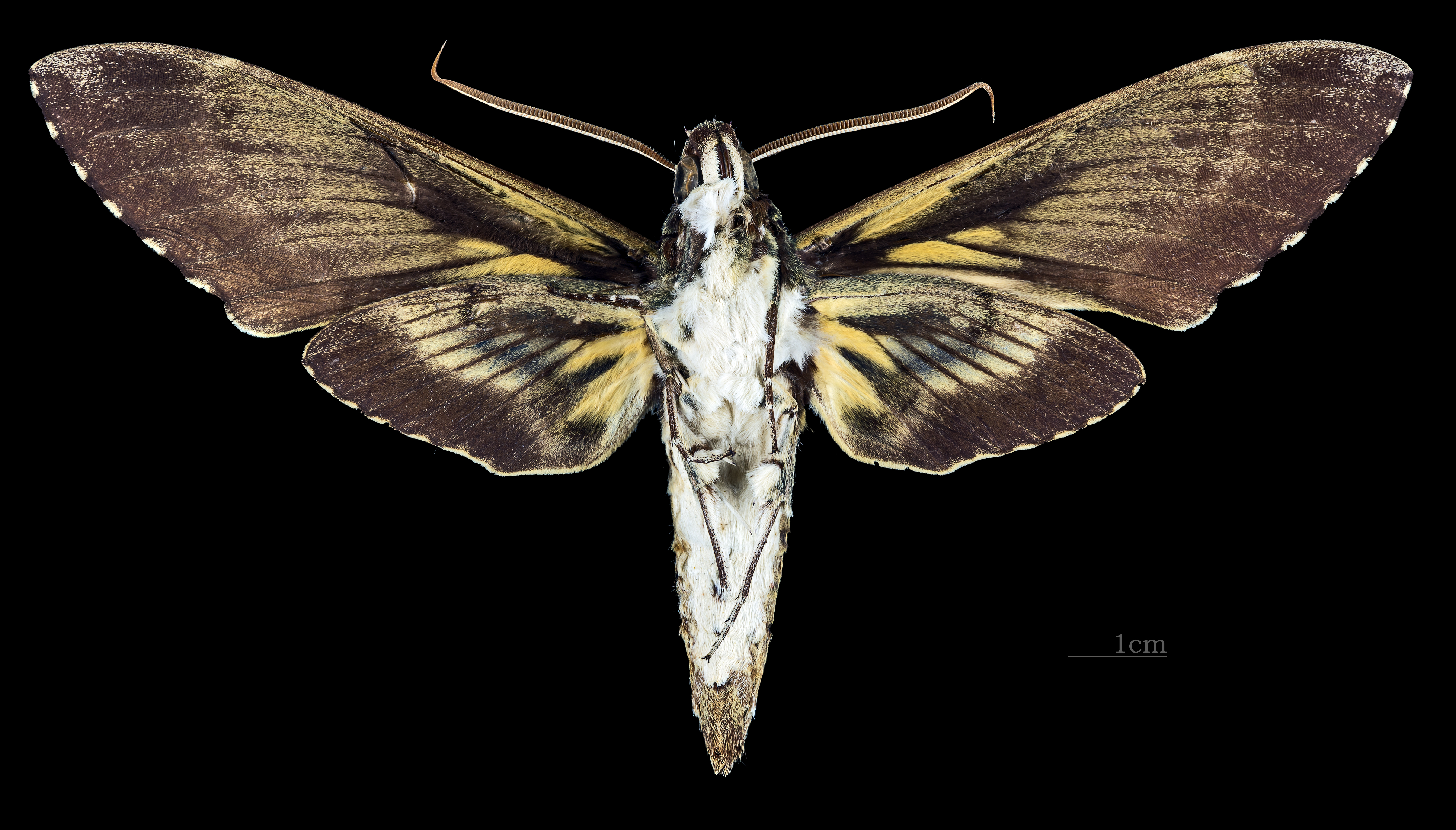
Macho, lado ventral
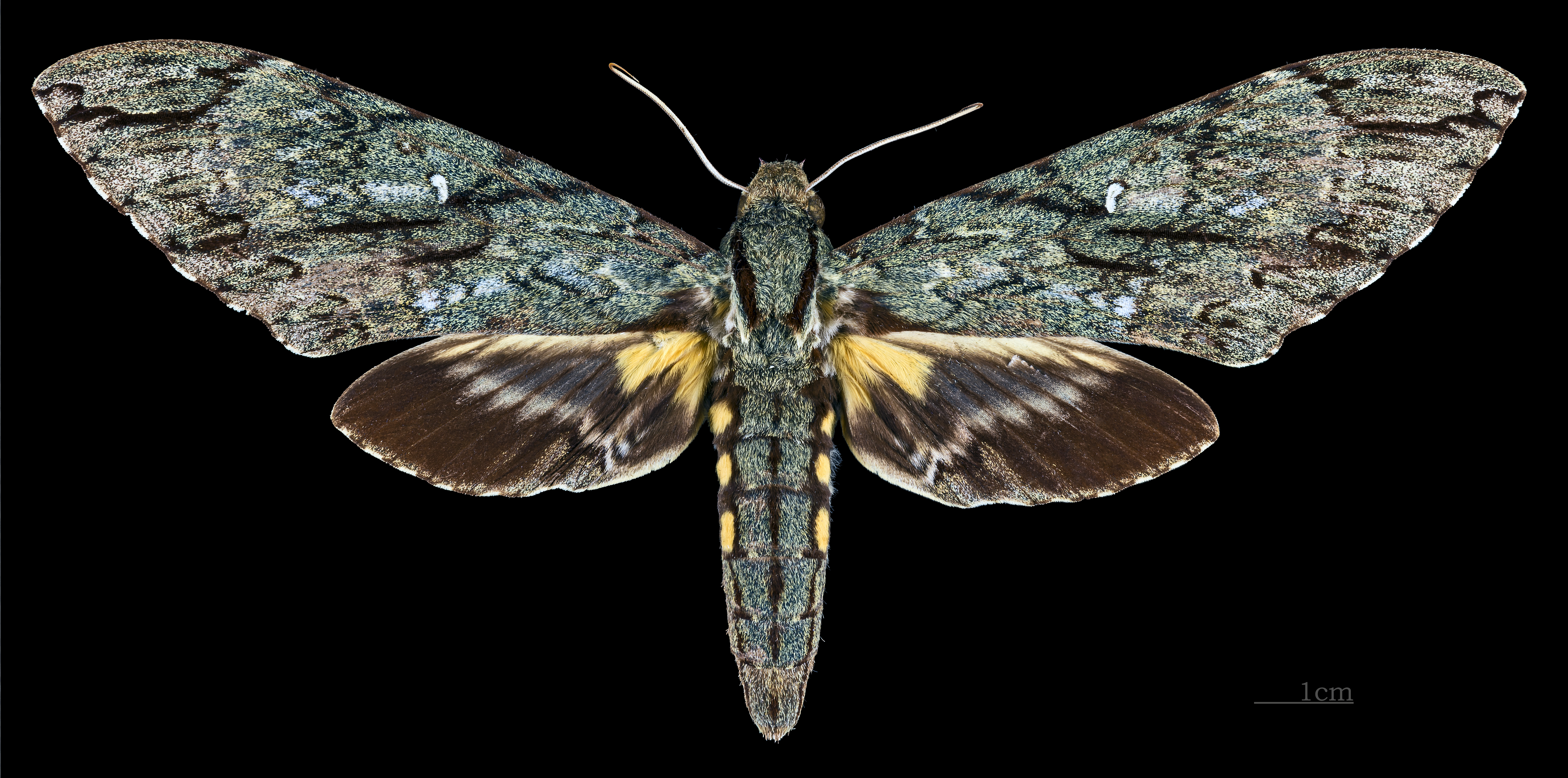
Fêmea, lado dorsal
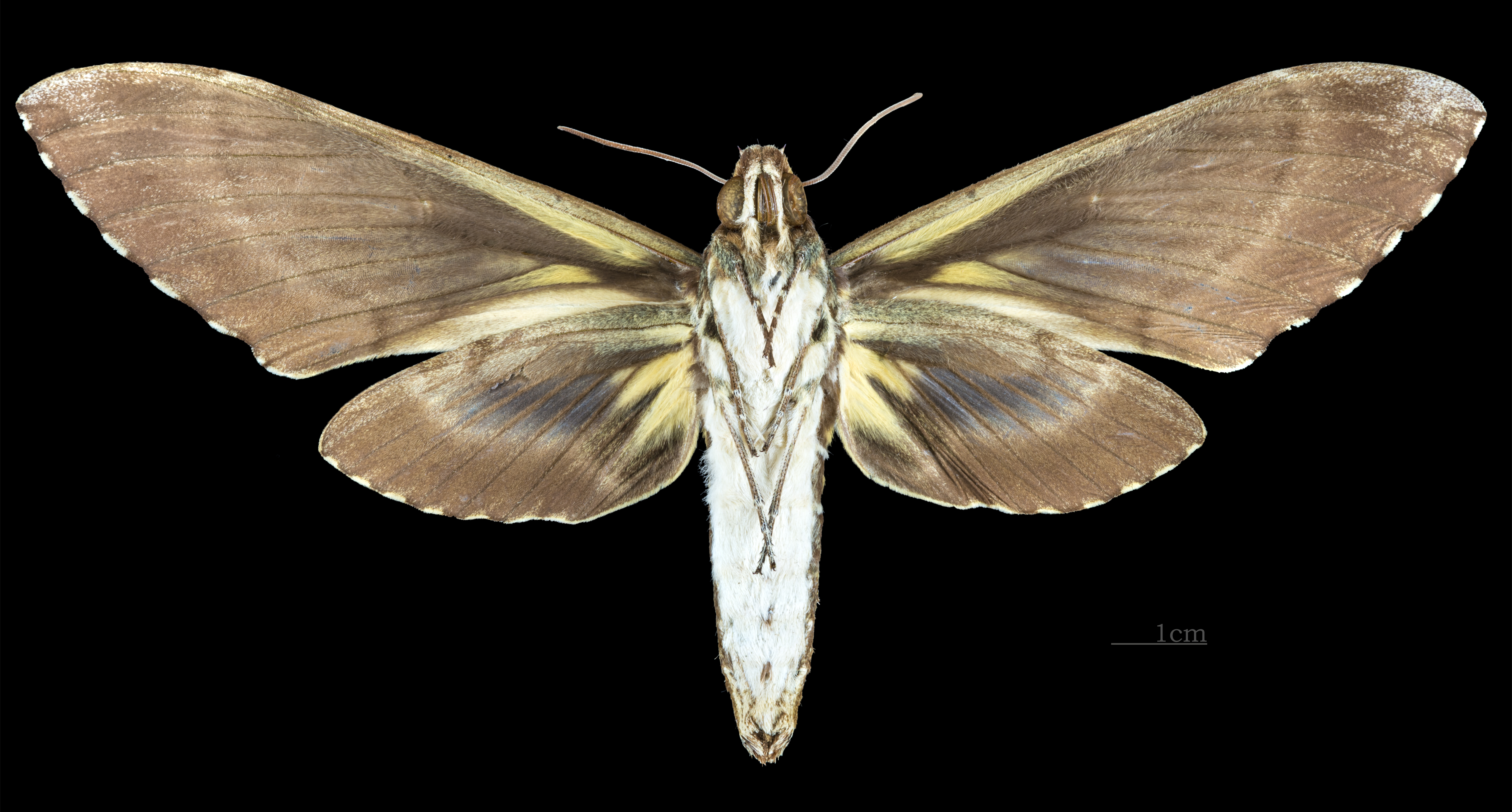
Fêmea, lado ventral

## Distribuição e habitat
Cocytius lucifer habita planícies tropicais e subtropicais. Ocorre na América do Norte, no México (Veracruz e Oaxaca), na América Central, em Belize (Corozal, Cayo, Orange Walk Stann Creek e Toledo), Guatemala (Izabal), Nicarágua (Jinotega, Rio São João e provavelmente Matagalpa, Boaco e Chontales) e Costa Rica (Guanacaste, Limão, Herédia, Puntarenas, Alajuela e São José), e na América do Sul, na Venezuela (Arágua, Bolívar, Carabobo, Iaracui, Lara, Táchira, Trujillo e Zúlia), Bolívia (Santa Cruz e La Paz), Paraguai (Canindeyú, Guairá e São Pedro), Argentina (Missões) e Equador (Orellana).
No Brasil, está presente nos estados do Amazonas, Bahia, Distrito Federal (Brasília), Espírito Santo, Maranhão, Minas Gerais (Rio Pardo de Minas e Uberlândia), Paraná, Paraíba, Pará, Pernambuco, Rio Grande do Sul, Rio de Janeiro, Rondônia, Santa Catarina e São Paulo (Luiz Antônio), nos biomas da Amazônia, do Cerrado, da Mata Atlântica e do Pampa. Em termos hidrológicos, ocorre nas sub-bacias do Araguaia, do Doce, do Grande, do Guaíba, do Iguaçu, do Jequitinhonha, do litoral de Alagoas, Pernambuco, Paraíba, Espírito Santo, Rio de Janeiro, São Paulo, Paraná, Santa Catarina e Rio Grande do Sul, do Madeira, do Negro, do Paranapanema, do Paranaíba, do Paraíba, do Paraíba do Sul, do Tietê, do Baixo Tocantins, do Alto  e Médio Uruguai e do Xingu.

## Ecologia

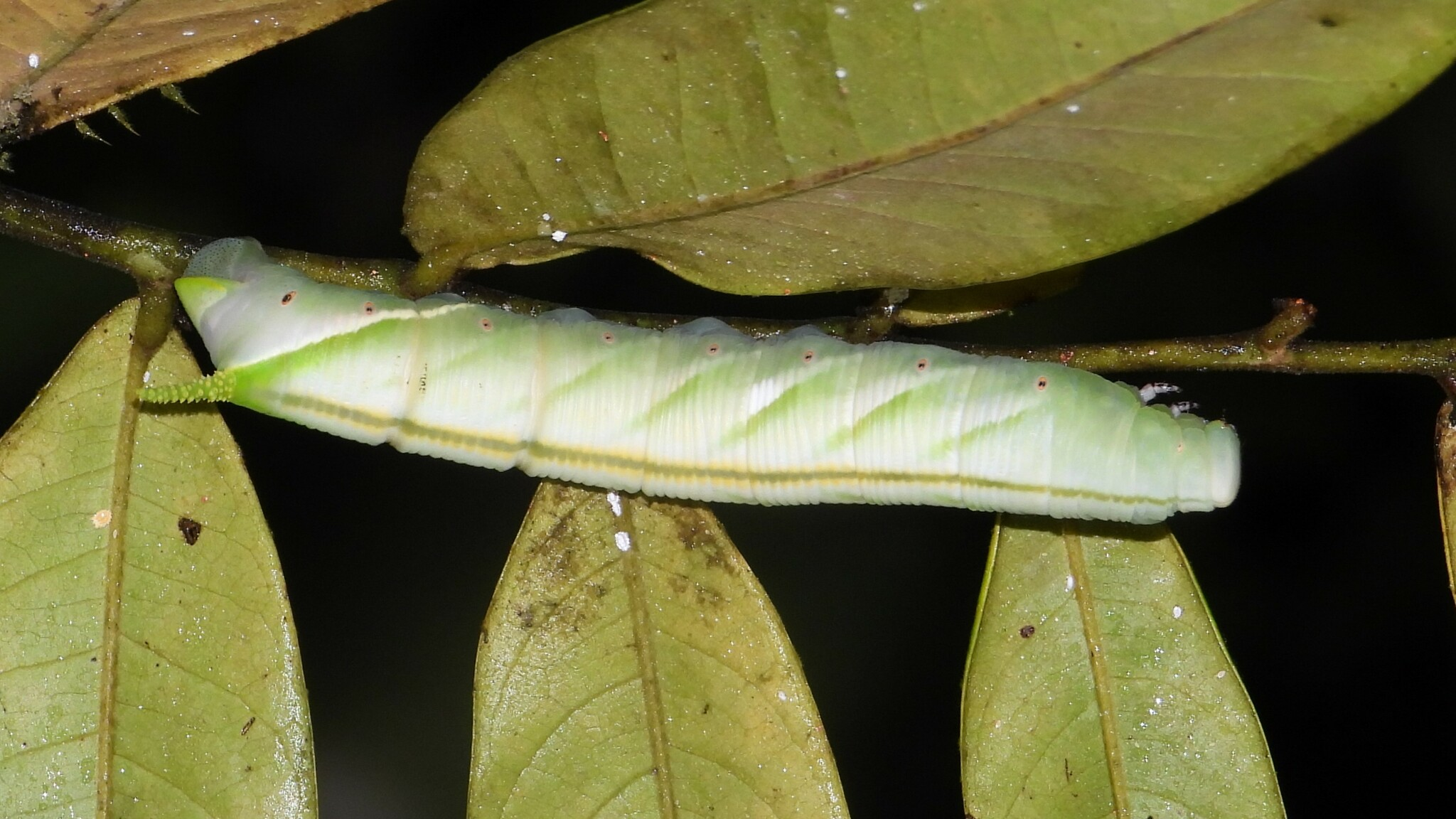
Larva avistada em Golfito, em Puntarenas, na Costa Rica

Os adultos de Cocytius lucifer se alimentam de néctar e se reproduzem continuamente nas regiões tropicais. Na Costa Rica, indivíduos têm sido registrados ao longo de quase todo o ano, com possível exceção do mês de março. Na Bolívia, há registros de ocorrência entre março e abril, além de junho. As pupas provavelmente se contorcem até a superfície a partir de câmaras subterrâneas pouco antes da emergência. As fêmeas atraem os machos por meio de um feromônio liberado por uma glândula localizada na extremidade do abdome. As lagartas se alimentam de Annona purpurea e Desmopsis schippii, e provavelmente também de outras espécies da família das anonáceas.
As larvas são verde-claras com branco, sem coloração lavanda e sem pelos, podendo atingir até 118 milímetros de comprimento e 19 milímetros de diâmetro. A fase de pré-pupa apresenta coloração verde com uma faixa rosa no dorso. Há variações de coloração, incluindo formas verdes e azul-esverdeadas. A emergência dos adultos geralmente ocorre entre 40 e 45 dias após a pupação. A espécie poliniza Ruellia humilis (acantáceas), Schubertia grandiflora (asclepiadáceas), Caryocar brasiliensis (cariocaráceas), Bauhinia holophylla, Inga vera e Guaba spp. (fabáceas), Luehea divaricata (malváceas), Guettarda viburnoides e Tocoyena formosa (rubiáceas), e Qualea grandiflora (vochisiáceas).

## Conservação
Não há ameaças que coloquem em risco Cocytius lucifer num futuro próximo. Em 2018, foi classificada como pouco preocupante no Livro Vermelho da Fauna Brasileira Ameaçada de Extinção do Instituto Chico Mendes de Conservação da Biodiversidade (ICMBio). Em sua área de ocorrência no Brasil, está presente em várias áreas de conservação:
- Área de Proteção Ambiental de Petrópolis (APA Petrópolis)
- Parque Nacional do Jaú (PARNA Jaú)
- Parque Nacional da Serra do Pardo (PARNA Serra do Pardo)
- Reserva de Desenvolvimento Sustentável Nascentes Geraizeiras (RDS Nascentes Geraizeiras)
- Área de Proteção Ambiental de Jundiaí (APA Jundiaí)
- Área de Proteção Ambiental Serra do Mar (APA Serra do Mar)
- Parque Estadual da Serra do Mar (PE Serra do Mar)
- Parque Estadual Intervales (PE Intervales)
- Área de Proteção Ambiental Estadual de Guaratuba (APA Guaratuba)
- Área de Proteção Ambiental Rota do Sol (APA Rota do Sol)
- Reserva Particular do Patrimônio Natural Reserva Ecológica do Panga (RPPN Reserva Ecológica do Panga)
- Reserva Particular do Patrimônio Natural Ano Bom (RPPN Ano Bom)
- Reserva Particular do Patrimônio Natural Ceflusmme (RPPN Ceflusmme)
- Reserva Particular do Patrimônio Natural Fazenda Limeira (RPPN Fazenda Limeira)
- Reserva Particular do Patrimônio Natural Fazenda Santa Izabel (RPPN Fazenda Santa Izabel)
- Reserva Particular do Patrimônio Natural Fazenda Suspiro (RPPN Fazenda Suspiro)
- Reserva Particular do Patrimônio Natural Gleba O Saquinho de Itapirapuá (RPPN Gleba O Saquinho de Itapirapuá)
- Reserva Particular do Patrimônio Natural Parque Ecológico Artex (RPPN Parque Ecológico Artex)
- Reserva Particular do Patrimônio Natural Sítio do Bananal (RPPN Sítio do Bananal)
- Terra Indígena Alto Rio Negro (TI Alto Rio Negro)
- Terra Indígena Badjonkore (TI Badjonkore)
- Terra Indígena Las Casas (TI Las Casas)
- Terra Indígena Tubarão-Latundê (TI Tubarão/Latundê)